# Občina Moravske Toplice
Občina Moravske Toplice so ena od občin v Republiki Sloveniji, natančneje v Prekmurju, s središčem v Moravskih Toplicah. Občina meji na Madžarsko, v njej pa živijo tudi pripadniki madžarske narodne skupnosti.
Glavni gospodarski dejavnosti v občini sta kmetijstvo in turizem. Moravske Toplice, kjer je sedež občine, so se iz nekdanjega kmečkega naselja spremenile v pomemben zdraviliški in turistični kraj, potem ko so leta 1960 pri iskanju nafte pri 1417 metri globine naleteli na vročo mineralno vodo z 72 stopinjami Celzija. Okoli izvira je nastal zdraviliški park Terme 3000. Na ozemlju občine se nahajajo tudi nekateri kulturnozgodovinski spomeniki, kot sta romanska rotunda v Selu in Plečnikova cerkev v Bogojini.

## Naselja v občini
Andrejci, Berkovci, Bogojina, Bukovnica, Čikečka vas, Filovci, Fokovci, Ivanci, Ivanjševci, Ivanovci, Kančevci, Krnci, Lončarovci, Lukačevci, Martjanci, Mlajtinci, Moravske Toplice, Motvarjevci, Noršinci, Pordašinci, Prosenjakovci, Ratkovci, Sebeborci, Selo, Središče, Suhi Vrh, Tešanovci, Vučja Gomila